# Посёлок Ленина (Мордовия)
Ленина — посёлок в Зубово-Полянском районе Мордовии России. Входит в состав Старобадиковского сельского поселения.

## История
Основан в 1924 году переселенцами из села Старое Бадиково. В 1931 году посёлок Ленино состоял из 28 дворов.

## Население
| 2002 | 2010 |
| ---- | ---- |
| 121  | ↘95  |

Национальный состав
Согласно результатам Всероссийской переписи населения 2002 года, в национальной структуре населения мордва-мокша составляли 98 %.